# Lucy de Bolingbroke
Lucy de Bolingbroke, o Lucia Thoroldsdottir de Lincoln (23 de mayo de 1074-h. 1136), fue una heredera anglonormanda del centro de Inglaterra y, más tarde, condesa de Chester. Probablemente emparentada con los antiguos condes ingleses de Mercia, llegó a poseer vastas extensiones de tierra en Lincolnshire que transfirió a sus esposos y a sus hijos. Fue una destacada benefactora religiosa, y fundó o cofundó dos pequeñas casas religiosas, además de dotarlas de tierras e iglesias.

## Ascendencia
En una escritura de la abadía de Crowland, que ahora se cree espuria, se presentaba a Thorold de Bucknall (tal vez el mismo que su posible padre, Thorold de Lincoln) como hermano de Godgifu (más conocida como lady Godiva), esposa del conde Leofric de Mercia. El mismo documento se contradecía al respecto, ya que pasaba a denominar al hijo de Godgifu y Leofric, Aelfgar, como cognatus (primo) de Thorold. En otra fuente posterior, procedente de la abadía de Coventry, se señalaba a Lucy como la hermana de los condes Edwin y Morcar, hijos de Aelfgar; mientras que otras dos fuentes poco fiables, la Crónica del abad Ingmund de Crowland y la Crónica de Peterbrough también indicaban que Lucy era la hija del conde Aelfgar. La explicación que da Keats-Rohan a estas versiones es que los autores estaban mal informados y confundieron a Lucy con su antepasada, la madre de William Malet, quien, de alguna manera, estaba emparentada con la familia de Godgifu.
Si bien hay bastante confusión sobre la ascendencia de Lucy en documentos anteriores, los historiadores modernos se inclinan por cree que fue la hija de Thorold, sheriff de Lincoln, y de una hija de William Malet (m. 1071). Lucy heredó un enorme conjunto de propiedades situadas en Spalding (Lincolnshire), probablemente de parte de los Lincoln y de los Malet. Esta agrupación de tierras ha recibido el nombre de «honor de Bolingbroke», cuyo centro administrativo era Bolingbroke (Lincolnshire).

## Matrimonio
La heredera Lucy se casó con tres hombres distintos, los cuales fallecieron antes que ella. El primero de estos fue Ivo Taillebois, un matrimonio que tuvo lugar «alrededor de 1088». Ivo se hizo cargo de sus tierras como marido, y, además, parece que le concedieron propiedades y una amplia autoridad en Westmorland y Cumberland. Ivo falleció en 1094. Taillebois (probablemente hermano de Ralph Taillebois, un sheriff de Bedfordshire que ya había fallecido por 1086) fue un destacado administrador durante el reinado de Guillermo I. Parece que se casó dos veces, ya que fue antepasado de la familia inglesa que se apellidaba «de Lancaster» o Taillebois que descendía del thegn Eldred, vivo en 1086. En 1093, se puede observar que tenía una hija, Beatrice, que estaba casada con Ribald de Richmond. Beatrice ya había fallecido en 1121, cuando Lucy, la viuda de Ivo, estaba casada con su tercer marido. Lucy y Beatrice, probablemente viuda de Eldred antes de casarse con Ribald, fueron coetáneas, por lo que Lucy debió de ser la segunda esposa de Ivo. Ésta era la hija del predecesor de Ivo como sheriff de Lincoln, Turold, que es posible que fuera normando. Sin duda alguna, la madre de Lucy tenía ascendencia inglesa, ya que era la hija de William Malet, un sheriff de York que parece que tuvo antepasados ingleses por parte materna.* Fuente: DOMESDAY DESCENDANTS, de K. S. B. Keats-Rohan, página 35.
hasta bien entrado el de Guillermo II.
El segundo esposo de Lucy fue un tal Roger de Roumare, o Roger fitzGerold, del que tuvo un hijo, William de Roumare (futuro conde de Lincoln), que heredó algunas de las tierras de su madre. William fue el antepasado de la familia de Roumare de Westmorland. Roger murió en 1097 o 1098.
Antes de 1101, ya se había casado con Ranulf le Meschin, su último matrimonio y el más largo. Un hijo, Ranulf de Gernon, sucedió a su padre en el condado de Chester (que Ranulf adquirió en 1121); y una hija, Alice, se casó con Richard de Clare.
Al morir Lucy, la mayor parte de las tierras de Lincolnshire que había heredado pasaron a su primogénito William de Roumare, mientras que del resto se hizo cargo Ranulf II de Chester (cuarenta honorarios de caballero frente a veinte). El pipe roll de 1130 nos informa que Lucy había pagado 500 marcos al rey Enrique I después de fallecer su último marido para acogerse al derecho a no tener que volver a casarse. Lucy murió hacia 1138.

## Patrocinio religioso
Como condesa viuda, Lucy fundó el convento de Stixwould en 1135, y, según un historiador, con ello se convirtió en «una de las pocas mujeres de la aristocracia de finales de finales del siglo XI y el siglo XII en lograr el papel de fundadora laica independiente».
No obstante, su patrocinio de la religión se centró en el priorato de Spalding, una casa religiosa de la que su propia familia fue la benefactora principal. Esta casa (una celda monástica de Crowland) fue fundada, o refundada, por Lucy y su primer marido, Ivo Taillebois, en 1085. Posteriormente, se encargó de muchas dotaciones: por ejemplo, en la década de 1120, ella y su tercer marido, el conde Ranulf, otorgaron al priorato las iglesias de Minting, Belchford y Scamblesby, todas en Lincolnshire. En 1135, Lucy, que había enviudado por última vez, concedió al priorato su propia hacienda de Spalding para que los monjes hicieran uso permanente de ella. En los documentos, se indica que Lucy puso mucho empeño en velar por que, cuando ella muriera, sus hijos honraran estas donaciones y las mantuvieran.